# Manuel Rengifo Vial
Manuel Rengifo Vial (26 de enero de 1830-?) fue un abogado y político chileno.

## Familia y estudios
Hijo de Manuel Rengifo y Cárdenas y Rosario Vial Formas, hermano de Osvaldo Rengifo y nieto de Agustín Vial Santelices.
Se graduó de abogado en la Universidad de Chile el 28 de febrero de 1856.

## Carrera política
Fue ministro de Hacienda, desde el 1 de octubre de 1861 hasta el 9 de julio de 1862, durante el primer tiempo del gobierno de José Joaquín Pérez Mascayano.
Fue auditor de Guerra, coronel de guardias cívicas y un gran coleccionista de pinturas y obras de arte y de historia natural.
Fue elegido diputado suplente por Castro, por el período 1858-1861; el 19 de enero de 1859 se incorporó, en reemplazo del diputado propietario José Santiago Velásquez Gómez. Luego fue elegido diputado suplente por Valparaíso, por el período 1861-1864. Se incorporó el 29 de agosto de 1861, por no haberlo hecho el diputado propietario, Agustín Edwards Ossandón.
Fue elegido diputado propietario por Curicó, por el período 1864-1867; integró la Comisión Permanente de Guerra y Marina. Fue reelegido diputado propietario por Curicó, por el período 1867-1870; continuó en la Comisión Permanente de Guerra y Marina. El 22 de noviembre de 1867 avisó que no podía seguir asistiendo y se llamó al suplente Agustín Alcérreca Villota, quien se incorporó al día siguiente.
Participó en el Congreso Constituyente de 1870, cuyo objetivo fue reformas a la Carta Fundamental de 1833.
Fue elegido diputado propietario por Santiago, por el período 1870-1873; continuó integrando la Comisión Permanente de Guerra y Marina. Fue reelegido diputado propietario por Santiago, por el período 1873-1876; continuó en la Comisión Permanente de Guerra y Marina.
| Predecesor: Jovino Novoa Vidal | Ministro de Hacienda 1861-1862 | Sucesor: José Victorino Lastarria |